# Středoevropská rallye

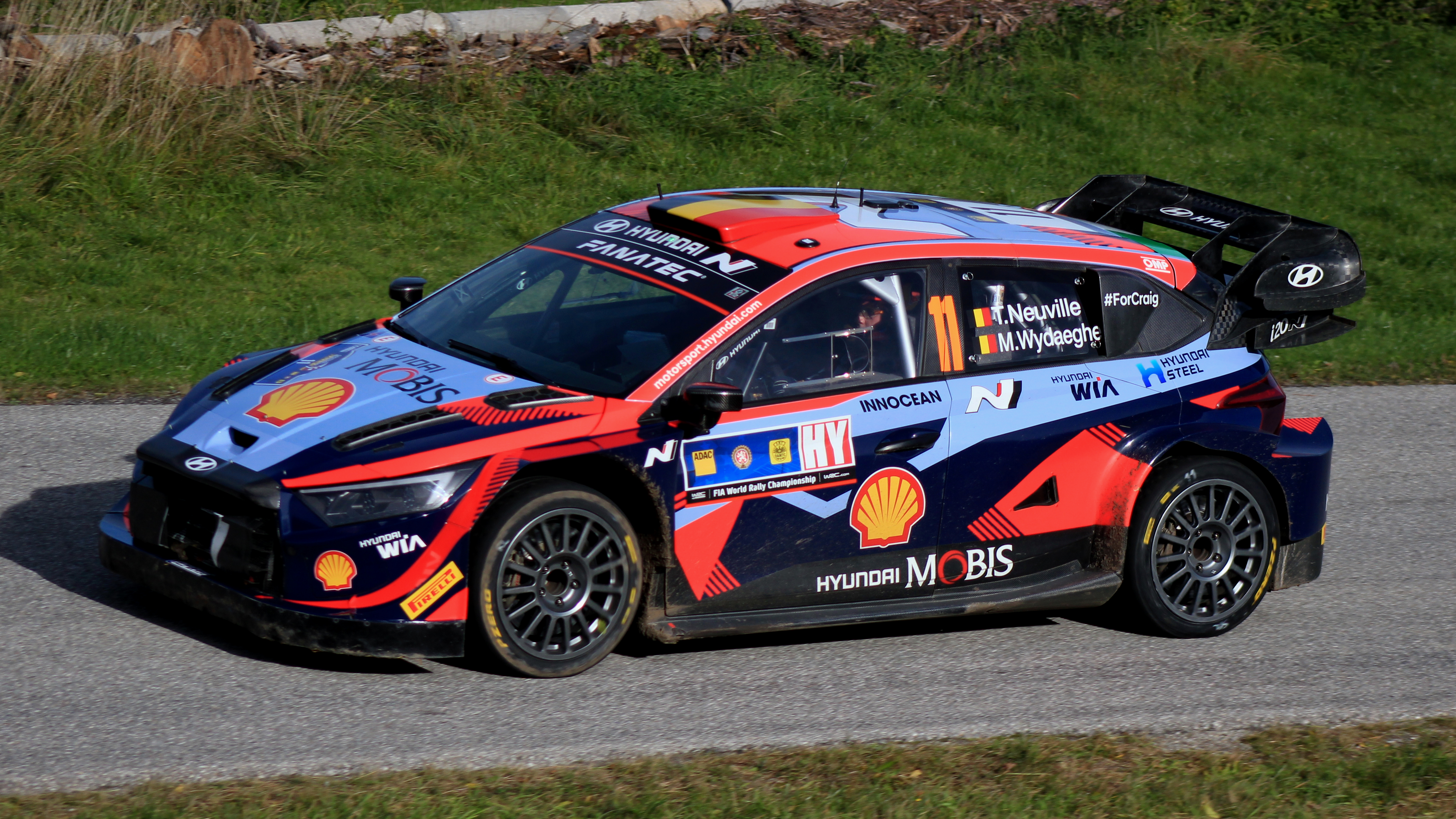
Thierry Neuville s vozem Hyundai i20 N Rally1 se stal prvním vítězem Středoevropské rallye

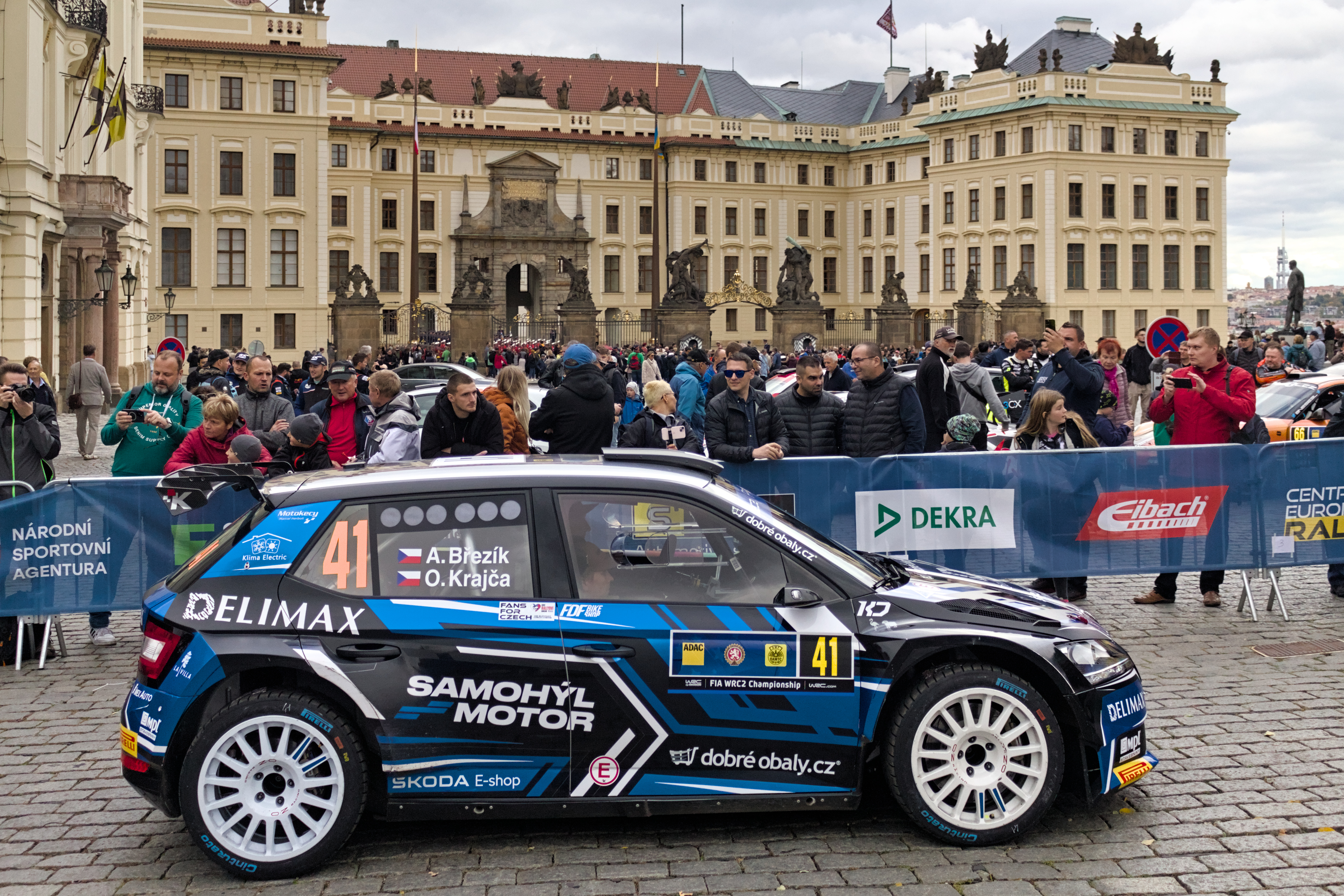
Slavnostní start prvního ročníku se uskutečnil na Hradčanském náměstí v Praze

Středoevropská rallye (Central European Rally) je automobilová soutěž pořádaná na území 3 států: České republiky, Německa a Rakouska. Soutěž je od roku 2023 součástí Mistrovství světa v rallye, přičemž je to poprvé, kdy se jedna soutěž odehrává na území tří zemí.
Středoevropskou rallye pořádá německý ADAC, český Autoklub České republiky (AČR) a Rakouská federace motoristického sportu (AMF). První ročník se uskutečnil 26.–29. října 2023.

## Vznik
V letech 2020 a 2021 se slavná Německá rallye neuskutečnila kvůli pandemii covidu-19, kvůli čemuž přestali sponzoři se soutěží počítat.
Po dlouhém a neúspěšném hledání nových sponzorů se ADAC rozhodl uspořádat partnerská jednání se sousedními zeměmi, Francií a Belgií, tato jednání byla rovněž neúspěšná.
Partnery pro soutěž se nakonec staly Rakousko a Česká republika. V Rakousku se soutěž pojede po 50 letech (dříve se zde jela Rakouská Alpská rallye), v případě ČR jde o premiéru – ačkoli v minulosti se spekulovalo o Rallye Vltava, Rallye Bohemia či Barum rallye (poslední dvě zmíněné se skutečně i do MS snažily dostat, ovšem neúspěšně, Barum naposled v roce 2021 pod vedením prezidenta AČR Jana Šťovíčka). Smlouva s FIA promotérem MS WRC Promoter GmbH platí na roky 2023 až 2025. 
Soutěž vychází z německé rallye 3 měst (3-Städte rallye), která se v 90. letech a v roce 2022 (kvůli kandidatuře do MS v rallye) jela také na území ČR respektive Rakouska.
Pod názvem Středoevropská rallye se též jela v roce 2008 dálková soutěž na území Maďarska a Rumunska coby náhrada za Dakar 2008.

## Plánovaná trať
Start soutěže je naplánován v Praze. První rychlostní zkouška (RZ) se pojede ve čtvrtek. V pátek se posádky přesunou na rychlostní zkoušky na Šumavě v okolí Vimperka (kde se v minulosti jezdila i Rallye Šumava) V sobotu soutěž míří do Horního Rakouska.
V neděli se pak pojede v německém Bavorsku, kde se také nachází servis a centrum soutěže, konkrétně ve městě Pasov, kde pak na místním výstavišti je plánován cíl soutěže.
V březnu 2023 bylo potvrzeno že v ČR proběhne start na Hradčanském náměstí v Praze. Zároveň se v Praze také pojede superspeciálka na holešovickém výstavišti.

## Seznam vítězů Středoevropské rallye
| Ročník | Rallye                   | Jezdec           | Spolujezdec      | Vůz                         |
| ------ | ------------------------ | ---------------- | ---------------- | --------------------------- |
| 2023   | 1. Středoevropská rallye | Thierry Neuville | Martijn Wydaeghe | Hyundai i20 N Rally1 Hybrid |
| 2024   | 2. Středoevropská rallye | Ott Tänak        | Martin Järveoja  | Hyundai i20 N Rally1 Hybrid |